# Seznam ministrů školství, mládeže a tělovýchovy České republiky
Seznam ministrů školství, mládeže a tělovýchovy České republiky  představuje chronologický přehled osob, členů vlády České republiky, působících v tomto úřadu:

## V rámci československé federace
| Pořadí | Ministr           | Ministr               | Subjekt | Subjekt          | Začátek a konec v úřadu | Začátek a konec v úřadu         | Vláda   |
| ------ | ----------------- | --------------------- | ------- | ---------------- | ----------------------- | ------------------------------- | ------- |
| 1.     | Vilibald Bezdíček | Není dostupný portrét |         | KSČ              | 8. ledna 1969           | 27. srpna 1969                  | Rázl    |
| 2.     | Jaromír Hrbek     | Není dostupný portrét | KSČ     | 27. srpna 1969   | 7. července 1971        | Kempný a Korčák                 |         |
| 3.     | Josef Havlín      | Není dostupný portrét | KSČ     | 8. července 1971 | 8. října 1975           | Kempný a Korčák                 |         |
| 3.     | Josef Havlín      | Není dostupný portrét | KSČ     | 8. července 1971 | 8. října 1975           | Korčák II.                      |         |
| 4.     | Milan Vondruška   | Není dostupný portrét | KSČ     | 8. října 1975    | 7. května 1987          | Korčák II.                      |         |
| 4.     | Milan Vondruška   | Není dostupný portrét | KSČ     | 8. října 1975    | 7. května 1987          | Korčák III.                     |         |
| 4.     | Milan Vondruška   | Není dostupný portrét | KSČ     | 8. října 1975    | 7. května 1987          | Korčák IV.                      |         |
| 4.     | Milan Vondruška   | Není dostupný portrét | KSČ     | 8. října 1975    | 7. května 1987          | Korčák, Adamec, Pitra a Pithart |         |
| 5.     | Karel Juliš       | Není dostupný portrét | KSČ     | 8. května 1987   | 11. října 1988          |                                 |         |
| 6.     | Jana Synková      | Není dostupný portrét | KSČ     | 12. října 1988   | 5. prosince 1989        |                                 |         |
| 7.     | Milan Adam        | Není dostupný portrét |         | ČSS              | 5. prosince 1989        | 29. června 1990                 |         |
| 8.     | Petr Vopěnka      |                       |         | KDS              | 29. června 1990         | 2. července 1992                | Pithart |

## V rámci samostatné republiky
| Pořadí | Portrét            | Ministr                             | Funkční období    | Funkční období    | Funkční období | Strana                        | Strana                      | Vláda         |
| Pořadí | Portrét            | Ministr                             | Nástup do úřadu   | Opuštění úřadu    | Dny v úřadu    | Strana                        | Strana                      | Vláda         |
| ------ | ------------------ | ----------------------------------- | ----------------- | ----------------- | -------------- | ----------------------------- | --------------------------- | ------------- |
| 1.     | Petr Piťha         |                                     | 3. července 1992  | 27. dubna 1994    | 663            |                               | KDS                         | Klaus I.      |
| 2.     | Ivan Pilip         |                                     | 2. května 1994    | 2. června 1997    | 1127           | Klaus I.                      | KDS                         |               |
| 2.     | Ivan Pilip         |                                     | 2. května 1994    | 2. června 1997    | 1127           | ODS                           | Klaus II.                   |               |
| 3.     | Jiří Gruša         |                                     | 3. června 1997    | 2. ledna 1998     | 213            | nestraník za ODS              | Klaus II.                   |               |
| 4.     | Jan Sokol          |                                     | 3. ledna 1998     | 22. července 1998 | 200            |                               | nestraník za KDU-ČSL        | Tošovský      |
| 5.     | Eduard Zeman       | Není dostupný portrét               | 22. července 1998 | 15. července 2002 | 1454           |                               | ČSSD                        | Zeman         |
| 6.     | Petra Buzková      |                                     | 15. července 2002 | 4. září 2006      | 1512           | ČSSD                          | Špidla                      |               |
| 6.     | Petra Buzková      | Gross                               | 15. července 2002 | 4. září 2006      | 1512           | ČSSD                          |                             |               |
| 6.     | Petra Buzková      | Paroubek                            | 15. července 2002 | 4. září 2006      | 1512           | ČSSD                          |                             |               |
| 7.     | Miroslava Kopicová | Obrázek této osoby není k dispozici | 4. září 2006      | 9. ledna 2007     | 126            |                               | nestranička za ODS          | Topolánek I.  |
| 8.     | Dana Kuchtová      |                                     | 9. ledna 2007     | 4. října 2007     | 268            |                               | SZ                          | Topolánek II. |
| 9.     | Martin Bursík      |                                     | 2. listopadu 2007 | 4. prosince 2007  | 32             | SZ                            |                             | Topolánek II. |
| 10.    | Ondřej Liška       |                                     | 4. prosince 2007  | 8. května 2009    | 521            | SZ                            |                             | Topolánek II. |
| 11.    | Miroslava Kopicová | Obrázek této osoby není k dispozici | 8. května 2009    | 13. července 2010 | 431            |                               | nestranička nom. ODS        | Fischer       |
| 12.    | Josef Dobeš        |                                     | 13. července 2010 | 31. března 2012   | 627            |                               | VV                          | Nečas         |
| 13.    | Petr Fiala         |                                     | 2. května 2012    | 10. července 2013 | 434            |                               | nestraník za ODS            | Nečas         |
| 14.    | Dalibor Štys       |                                     | 10. července 2013 | 29. ledna 2014    | 203            |                               | nestraník                   | Rusnok        |
| 15.    | Marcel Chládek     |                                     | 29. ledna 2014    | 5. června 2015    | 492            |                               | ČSSD                        | Sobotka       |
| 16.    | Michaela Marksová  |                                     | 5. června 2015    | 17. června 2015   | 12             | ČSSD                          |                             | Sobotka       |
| 17.    | Kateřina Valachová |                                     | 17. června 2015   | 21. června 2017   | 735            | nestranička za ČSSD (od 2015) |                             | Sobotka       |
| 18.    | Stanislav Štech    |                                     | 21. června 2017   | 13. prosince 2017 | 175            | nestraník za ČSSD             |                             | Sobotka       |
| 19.    | Robert Plaga       |                                     | 13. prosince 2017 | 17. prosince 2021 | 1465           |                               | ANO (do 2020) nestr. za ANO | Babiš I.      |
| 19.    | Robert Plaga       | Babiš II.                           | 13. prosince 2017 | 17. prosince 2021 | 1465           |                               | ANO (do 2020) nestr. za ANO |               |
| 20.    | Petr Gazdík        |                                     | 17. prosince 2021 | 29. června 2022   | 195            |                               | STAN                        | Fiala         |
| 21.    | Vladimír Balaš     | Není dostupný portrét               | 29. června 2022   | 4. května 2023    | 309            | STAN                          |                             | Fiala         |
| 22.    | Mikuláš Bek        |                                     | 4. května 2023    | dosud             | 775            | STAN                          |                             | Fiala         |